# فیلیپ دنتون توسی
فیلیپ دنتون توسی (انگلیسی: Philip Toosey; ۱۲ اوت ۱۹۰۴ – ۲۲ دسامبر ۱۹۷۵) فرد نظامی اهل بریتانیا بود. وی برندهٔ جوایزی همچون شوالیه (عنوان) شده‌است.
توسی، در طول جنگ جهانی دوم، به عنوان سرهنگ دوم، افسر ارشد متفقین در اردوگاه اسرای جنگی ژاپنی در تا ما کام (معروف به تامارکان) در تایلند بود. مردان این اردوگاه، پل ۲۷۷ راه‌آهن برمه را ساختند، همانطور که بعدها در کتاب «پل رودخانه کوای» نوشته پیر بول به صورت داستانی درآمد و از آن زمان به فیلم برنده اسکار «پل رودخانه کوای» اقتباس شد که در آن الک گینس نقش افسر ارشد بریتانیایی، سرهنگ دوم نیکلسون، را بازی کرد. هم کتاب و هم فیلم، زندانیان سابق را خشمگین کردند زیرا توسی، برخلاف سرهنگ دوم نیکلسون خیالی، با دشمن همکاری نکرد.